# 上野義弁
- 上野 義弁
- 上野 義辨

上野 義弁（うえの ぎべん）は、鎌倉時代中期の武将・僧侶。初名は義有。上野律師。上野氏、花房氏の祖。本姓は源氏。

## 生涯
足利泰氏の八男、母は広沢義実の娘。祖父・足利義氏の養子になるという。妻（あるいは室）は吉良長氏の娘。
祖父・義氏の三河国守護補任を契機として、足利氏の扶植が始まった三河国における足利氏領内の八条院領上野荘の地頭職を得て足利氏一門として重きをなした。
上野家の嫡流は戦国時代末期まで室町幕府の重臣として本家の足利家に仕えた。庶流の上野高直は備中国の鬼邑山城を拠点とし備中上野家を興したが、毛利氏による備中侵略によって攻め滅ぼされた。また、上野頼兼の次男直兼を祖とする庶流は足利尊氏が九州下向の際に随従し、上野氏一門の中で唯一九州に留まり、孫の上野氏繁の代に豊後守護大友氏の傘下に入った。
1582年、上野鎮信の代には大友家から離れ、帰農して庄屋として存続した家系、肥後国に移住し、龍造寺氏の家臣となって武家として存続した家系に分かれた。
江戸時代初期には肥後藩士として肥後国菊池郡に拠点を置くが、後に当時天領であった豊後国国東郡に移住し、その地で帰農した。

## 家族
○出典：『尊卑分脈』、『寛政重修諸家譜』
- 父
  - 足利泰氏
- 母
  - 広沢義実の娘
- 兄弟
  - 家氏 - 斯波氏の祖
  - 義顕 - 渋川氏の祖
  - 頼氏
  - 覚玄 - 伊豆国密嚴院別当、法印
  - 相義 - 薬師寺別当
  - 石塔頼茂 - 石塔氏の祖
  - 一色公深 - 一色氏の祖
  - 上野義弁
  - 覚海 - 密嚴院別当、法印
  - 賢宝 - 小俣氏の祖
  - 賢弁 - 山崎法印
  - 基氏 - 加古氏の祖
  - 女子 - 平業持（業時）の妻
  - 女子 - 吉良満氏の妻
  - 女子
- 妻
  - 吉良長氏の娘
- 子
  - 上野貞遠 - 三郎。上野を称す。
  - 上野頼遠 - 太郎。上野を称す。のち、頼勝。
  - 花房職通 - 五郎。治部権正。常陸国花房郷に住む。正和5年（1316年）6月22日、死去。